# Oberhausen-Rheinhausen
Oberhausen-Rheinhausen là một thị trấn ở huyện Karlsruhe, bang Baden-Württemberg, Đức. Đô thị này có diện tích 18,95 km², dân số thời điểm 31 tháng 12 năm 2006 là 9551 người.